# Xingcheng
Xingcheng (chinois : 兴城市 ; pinyin : Xīngchéngshì) est une ville-district de la province du Liaoning en Chine. C'est une ville-district placée sous la juridiction administrative de la ville-préfecture de Huludao.

## Géographie
La ville-district est traversée par le cours d'eau Wanghai.

## Démographie
La population du district était de 545 684 habitants en 1999.

## Culture

### Patrimoine
La ville conserve des murailles fortifiées datant de la dynastie Ming (1368 – 1644). Des Grands canons Hongyi (红衣大炮) étaient placés aux quatre angles des fortifications la ville.

## Galerie

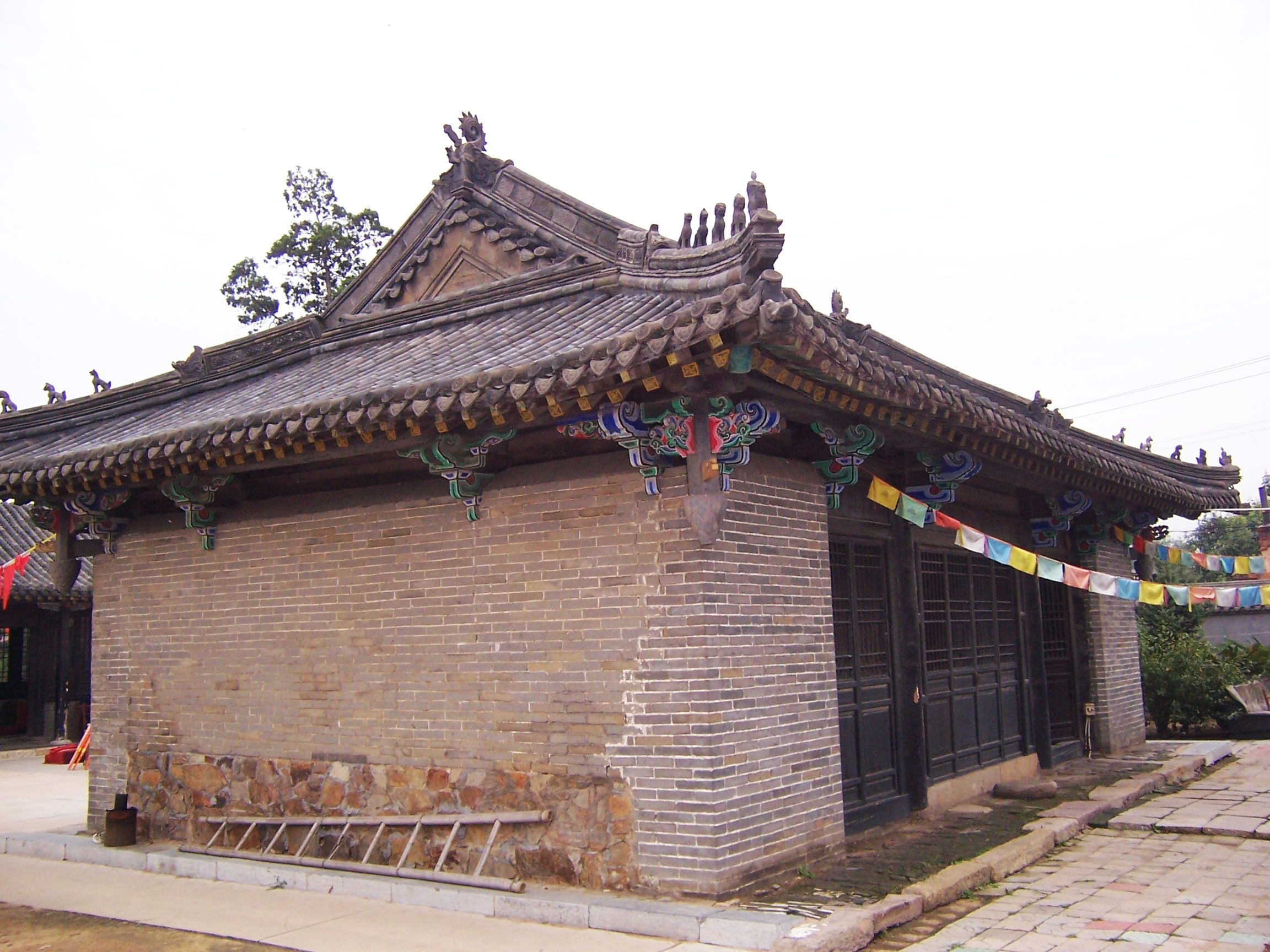
Temple de la divinité de la ville
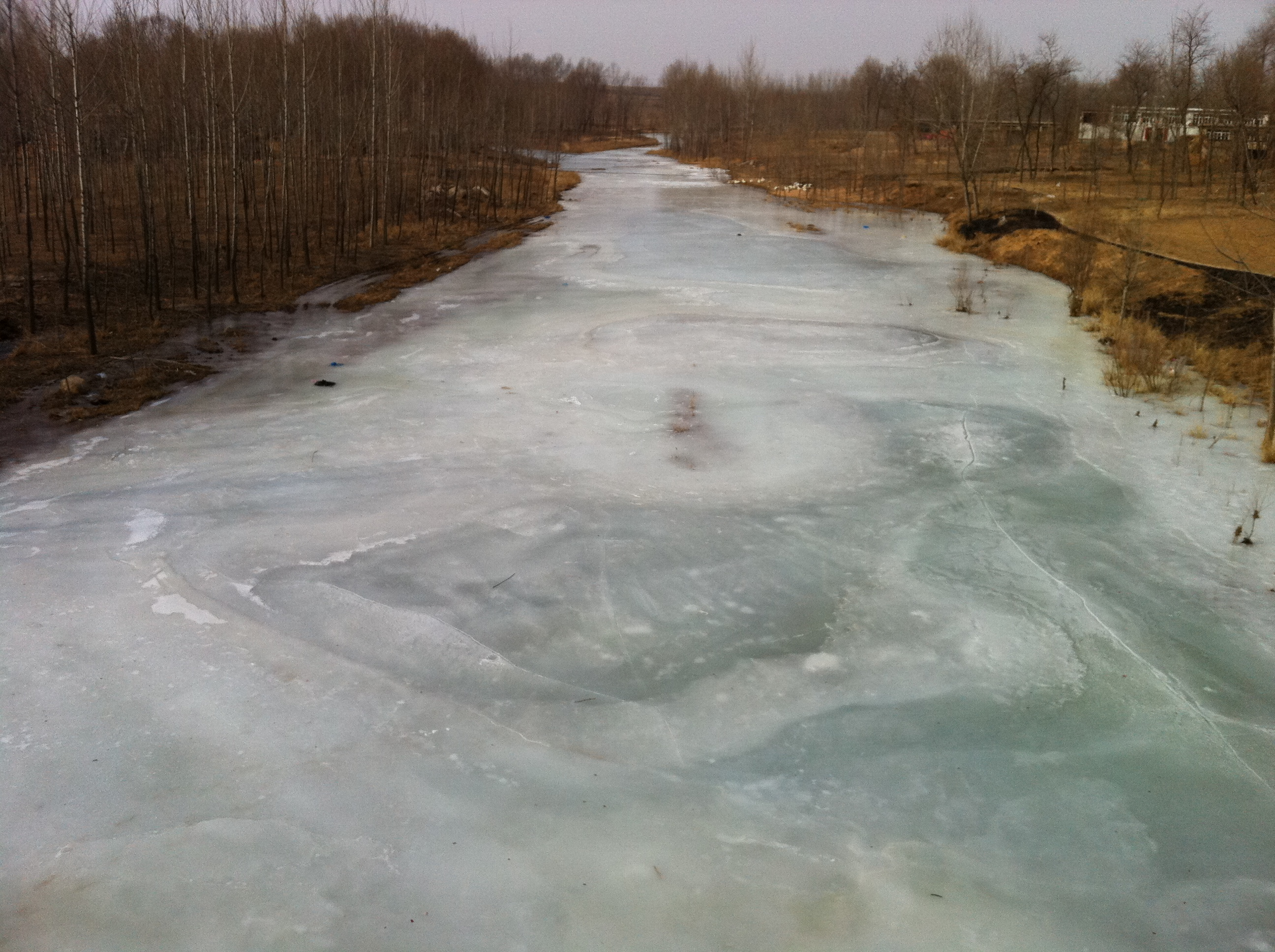
Le Wanghai, cours d'eau de la ville-district, gelé
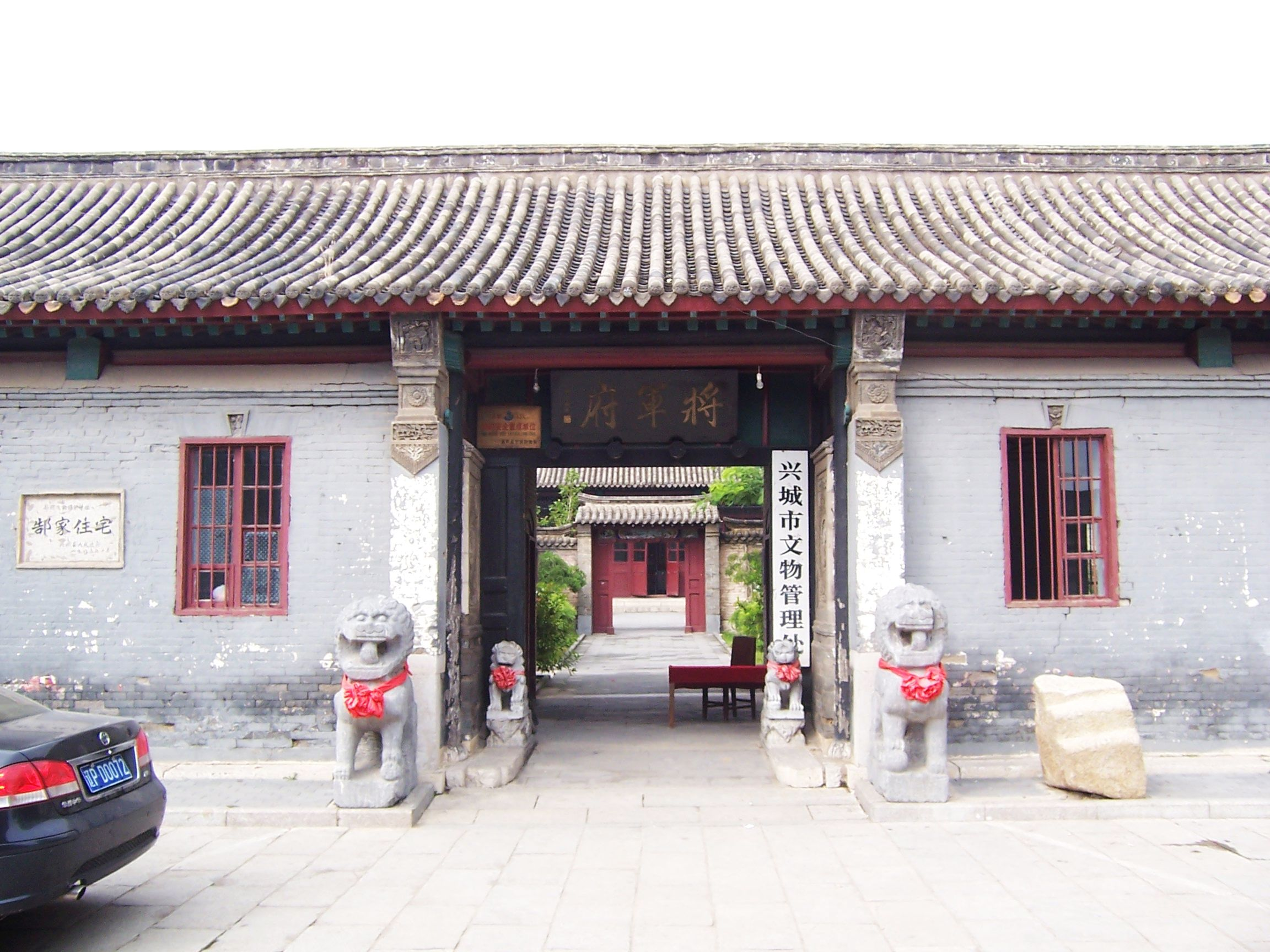
Ancienne résidence de Gao Rulian